# Hugh Springer
Hugh Worrell Springer (* 22. Juni 1913 in My Lords Hill, St. Michael; † 14. April 1994) war der Organisator und der erste Generalsekretär der Arbeiter-Vereinigung von Barbados und Barbados dritter heimischer Generalgouverneur.